# Eric Willis

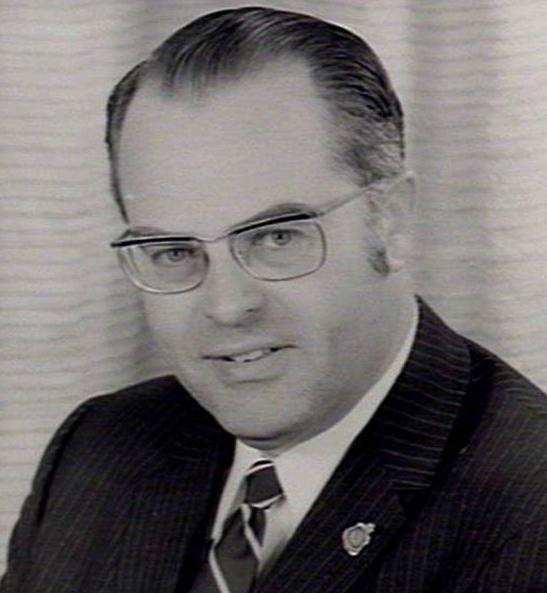
Eric Willis

Sir Eric Archibald Willis, KBE, CMG (* 15. Januar 1922 in Murwillumbah, New South Wales; † 10. Mai 1999 in Sydney) war ein australischer Politiker der Liberal Party of Australia, der unter anderem zwischen 1950 und 1978 Mitglied im Parlament von New South Wales sowie vom 23. Januar bis zum 14. Mai 1976 Premierminister von New South Wales war.

## Leben

### Studium, Zweiter Weltkrieg und berufliche Tätigkeiten
Eric Archibald Willis war ein Sohn des Arbeiters in einer Butterfabrik Archibald Clarence Willis (1893–1975) und dessen Ehefrau Vida Mabel Buttenshaw (1894–1984) sowie der ältere Bruder von Max Willis (1935–2021), der zwischen 1970 und 1999 Mitglied des Legislativrates (New South Wales Legislative Council) war. Er selbst begann nach dem Besuch der Tyalgum Public School und der Murwillumbah High School ein grundständiges Studium an der Universität Sydney, welches er 1942 mit einem Bachelor (B.A. Hons) beendete. Während des Zweiten Weltkrieges leistete er zwischen 1941 und 1946 Kriegsdienst in der Second Australian Imperial Force (2nd AIF) und war als Sergeant des Militärischen Nachrichtendienstes AUSTINT (Australian Army Intelligence Corps) in der Schlacht um Neuguinea (23. Januar 1942 bis 13. September 1945) und der Rückeroberung der Philippinen (20. Oktober 1944 bis 2. September 1945) eingesetzt.
Nach Kriegsende trat er 1945 der Liberal Party of Australia als Mitglied bei und war von 1946 bis 1947 zunächst als Geograph im Ministerium für den Wiederaufbau (Department of Post-War Reconstruction) sowie im Anschluss zwischen 1947 und 1950 Forschungsbeamter beim Rat von Cumberland County. Des Weiteren engagierte er sich zwischen 1947 und 1957 als Geschäftsführendes Vorstandsmitglied der Organisation Sydney Legacy. Daneben leistete er zwischen 1948 und 1958 als Militärdienst bei den Citizen Military Forces und war zuletzt Major. Zudem war er zwischen 1948 und 1951 Geschäftsführender Vorstand der United Nations Association (UNA).

### Mitglied des Parlaments von New South Wales und Minister

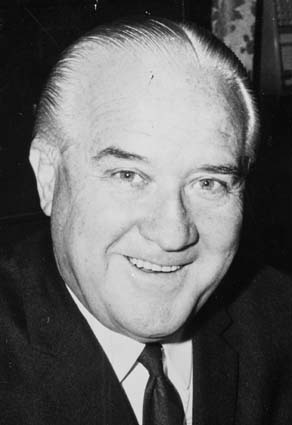
Im Kabinett von Premier Robert Askin übernahm Willis 1965 seine ersten Ministerämter.

Am 17. Juni 1950 wurde Willis für die Liberal Party erstmals Mitglied im Parlament von New South Wales und vertrat in der Legislativversammlung (New South Wales Legislative Assembly) bis zu seinem Mandatsverzicht am 16. Juni 1978 genau 28 Jahre lang den Wahlkreis Earlwood. Er war daneben zwischen 1955 und 1965 Sekretär des Verbandes Fibrous Plaster Association. Im Juli 1959 wurde er stellvertretender Vorsitzender der Liberalen Partei und hatte diese Funktion bis Januar 1975.
Am 13. Mai 1965 übernahm Eric Willis sein erstes Regierungsamt im Kabinett von Premierminister Robert Askin und fungierte zunächst bis zum 11. März 1971 als Chefsekretär (Chief Secretary) sowie als Minister für Arbeit und Industrie (Minister for Labour and Industry) und zugleich als Tourismusminister (Minister for Tourism). Danach war er zwischen dem 11. März 1971 und dem 19. Juni 1972 Chefsekretär sowie Minister für Tourismus und Sport (Minister for Tourism and Sport). Er wurde 1972 Fellow der Universität Sydney und bekleidete im Kabinett Askin vom 19. Juni 1972 bis zum 3. Januar 1975 das Amt des Bildungsministers (Minister for Education). Des Weiteren fungierte er zwischen dem 5. und 19. Juni 1973 in Vertretung für Askin als kommissarischer Premier und Schatzminister (Acting Premier and Treasurer). Für seine Verdienste wurde er am 15. Juni 1974 Companion des Order of St Michael and St George (CB). Nachdem Thomas „Tom“ Lewis am 3. Januar 1975 neuer Premier wurde, bekleidete Willis bis zum 23. Januar 1976 weiterhin Bildungsminister. Im Kabinett Lewis war er zudem zwischen dem 28. April und dem 9. Juni 1975 kommissarischer Tourismusminister (Acting Minister for Tourism) sowie später vom 22. August bis zum 16. September 1975 auch noch kommissarischer Justizminister (Acting Minister of Justice). Er wurde zudem am 14. Juni 1975 zum Knight Commander des Order of the British Empire (KBE (Civ)) geschlagen, so dass er fortan den Namenszusatz „Sir“ führte.

### Premier und Oppositionsführer

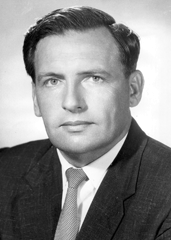
Thomas „Tom“ Lewis war der Vorgänger von Willis als Premierminister und Vorsitzender der New South Wales Liberal Party.

Am 23. Januar 1976 löste Willis zunächst Tom Lewis als Leader of the New South Wales Liberal Party ab und bekleidete diese Funktion als Vorsitzender der Liberal Party bis zu seinem Rücktritt im Dezember 1977, woraufhin Peter Coleman ihn ablöste. Zugleich übernahm er am 23. Januar 1976 von Lewis das Amt als Premier von New South Wales und bekleidete dieses knapp vier Monate lang bis zum 14. Mai 1976, woraufhin Neville Wran von der Australian Labor Party (ALP) seine Nachfolge antrat. Zuvor hatte die ALP die Wahlen vom 1. Mai 1976 mit 49,75 Prozent und 50 der 99 Sitze knapp gewonnen, während die Liberal Party in einem Wahlbündnis mit der örtlichen Country Party of New South Wales 46,32 Prozent und 48 Sitze (30 Sitze Liberale und 18 Sitze Country Party) gewann. In seinem Kabinett war er zwischen dem 23. Januar und dem 14. Mai 1976 auch noch Schatzminister (Treasurer). Nach der Wahl vom 1. Mai 1976 übernahm er das Amt des Oppositionsführers in der Legislativversammlung und bekleidete die Funktion als Leader of Opposition bis Dezember 1977, woraufhin ebenfalls Peter Coleman dieses Amt übernahm. Am 18. Juni 1978 legte er auch sein Abgeordnetenmandat nieder und zog sich aus dem politischen Leben zurück.
Im Anschluss wurde Willis 1978 Geschäftsführender Sekretär des Royal Australian and New Zealand College of Ophthalmologists, der gemeinsamen Königlichen Hochschule für Augenheilkunde beider Länder. Er engagierte sich ferner als Fellow der Royal Society of St. George, Mitglied des Instituts für Politikwissenschaften (Australian Institute of Political Science), des Instituts für Arbeitsbeziehungen AIIR (Australia Institute of Industrial Relations), die Instituts für Internationale Angelegenheiten AIIA (Australian Institute of International Affairs), der Wirtschaftsgesellschaft (Economics Society) sowie der Australisch-Amerikanischen Gesellschaft (Australia-American Association). Willis war zwei Mal verheiratet. Aus seiner ersten am 11. Mai 1951 geschlossenen und später geschiedenen Ehe mit Norma Knight gingen eine Tochter und zwei Söhne hervor. Seine zweite Ehe mit Lynn Willis wurde ebenfalls geschieden.